# Anton Gerlach
Anton Gerlach, artiestennaam van Thomas Albertus Maarten (Anton) Stranger (Alkmaar, 2 november 1882 - Amsterdam, 3 februari 1952), was een Nederlands acteur.
Gerlach, zoon van Marie Bakker en Maarten Stranger, die met een toneelgezelschap rondreisden, maakte al op jonge leeftijd deel uit van het "ambulante toneel".
Nadien speelde hij onder meer met het Gezelschap Herman Bouber, het Oost-Nederlandse Toneel, toen onder leiding van Albert van Dalsum, het gezelschap van Eduard Verkade en dat van Louis Davids.
Na de Tweede Wereldoorlog gaf Gerlach voorstellingen met zijn eigen toneelgezelschap, Toneelgroep Anton Gerlach. Hij overleed op 69-jarige leeftijd te Amsterdam en werd begraven op het Rooms-Katholieke kerkhof in Diemen. Zijn echtgenote, Greta Gerlach-van Melzen, nam na het overlijden van haar echtgenoot de leiding van het toneelgezelschap op zich.

## Filmografie
- 1925. Oranje Hein
- 1926. Moderne Landhaaien
- 1927. De hel van Rio